# Sint-Bonifatiuskerk (Rijswijk)
De Sint-Bonifatiuskerk is een rooms-katholieke kerk aan de Van Vredenburchweg 69 in de Nederlandse plaats Rijswijk (Zuid-Holland). De kerk heeft een kenmerkende met koper gedekte spits die groen is verweerd.
De oorspronkelijke Bonifatiusparochie werd in de 13e eeuw gesticht. De in het centrum gelegen Oude Kerk ging tijdens de reformatie over naar de protestanten. In 1784 werd voor de Rijswijkse katholieken een kleine schuilkerk gebouwd, die in 1855 werd vergroot. Aan het einde van de 19e eeuw bleek de kerk echter te klein en in 1889 werd gestart met de bouw van een nieuwe Bonifatiuskerk, die in 1897 werd ingewijd.
Architect Nicolaas Molenaar sr. ontwierp een driebeukige kruiskerk in neogotische stijl. Het schip bestaat uit vijf traveeën, gevolgd door het transept dat wordt afgesloten met een vijfzijdige apsis. De ongeveer 75 meter hoge toren bestaat uit vier geledingen met een groen uitgeslagen koperen spits.

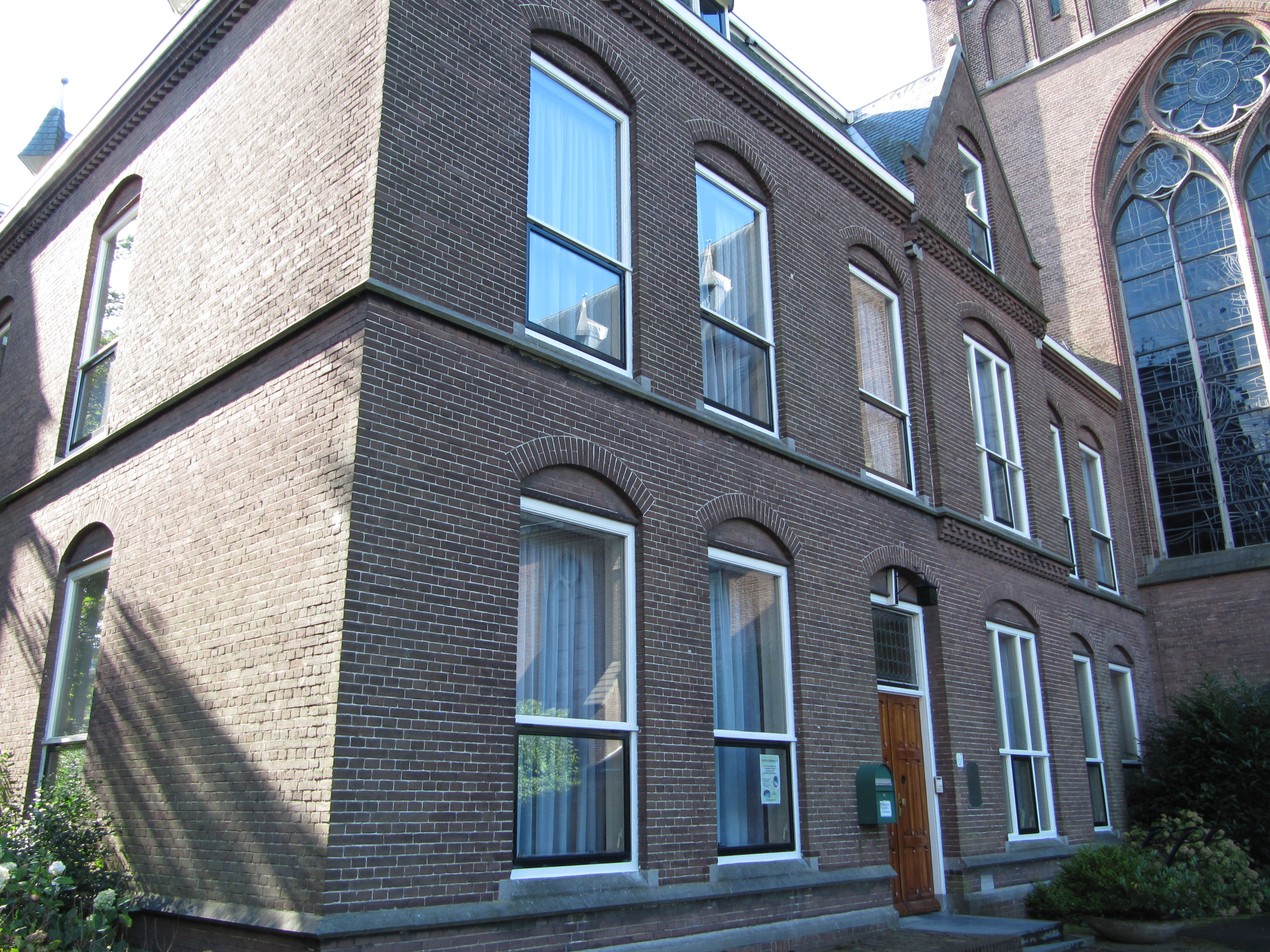
Aangebouwde pastorie

Binnen wordt het schip overdekt door kruisribgewelven. Het hoofdaltaar uit 1907 is afkomstig uit het atelier van Friedrich Wilhelm Mengelberg. De kruiswegstaties werden tussen 1908 en 1916 geschilderd door Molkenboer. Een groot deel van het oorspronkelijke interieur is tijdens de Tweede Beeldenstorm na het Tweede Vaticaans Concilie verdwenen. Glas-in-loodramen werden vervangen door simpele grijze ramen, de muurschilderingen werden met grijs overschilderd en de beelden, de preekstoel en de communiebanken werden uit de kerk verwijderd. In 1998 werden in de apsis echter weer glas-in-loodramen geplaatst.
De kerk wordt tot op heden gebruikt door de parochie "Sint-Bonifatius". Het kerkgebouw en aangebouwde pastorie zijn erkend als rijksmonument.
De twee grote transeptramen zijn van de hand van Eugene Laudy en in december 1965 geplaatst